# Кетченеровский район
Кетчене́ровский райо́н (калм. Көтчнрә улс) — административно-территориальная единица в составе Республики Калмыкия Российской Федерации, в границах которой образован муниципальный район Кетченеровское районное муниципальное образование.
Административный центр — посёлок Кетченеры.

## История
24 января 1938 года в результате разукрупнения Сарпинского улуса был образован Кетченеровский улус. Территория улуса тогда составляла 70 207 км², численность населения была на уровне 12,9 тысяч человек. Основную часть населения составляли калмыки племени бага-дербет (малые дербеты).
В связи с ликвидацией Калмыцкой АССР 27 декабря 1943 года территория Кетченеровского улуса была передана в состав Никольского района Астраханской области.
После восстановления автономии калмыцкого народа, согласно Указу Президиума Верховного Совета РСФСР от 12 января 1957 года, в виде Калмыцкой автономной области в составе Ставропольского края, был образован Приозёрный район с центром в посёлке Приозёрный (17 июля 1957 года центром утверждён посёлок Сухотинский, который 22 августа 1961 года переименован в посёлок Советское, а 16 августа 1990 года — в Кетченеры).
В сентябре 1990 года возвращено название «Кетченеровский район».

## География
Площадь территории района — 6548 км². Расстояние от районного центра до г. Элиста — 117 км. Протяжённость района с севера на юг — 80 км, с запада на восток — 120 км. Район находится на западе Калмыкии, граничит на западе с Ростовской областью, на севере с Сарпинским районом, и Малодербетовским районом, на северо-востоке с Октябрьским районом, на востоке с Юстинским районом, на юго-востоке с Яшкульским районом, на юге с Целинным районом.

### Климат
Кетченеровский район расположен в зоне в жарком и умеренно — жарком подрайонах сухого агроклиматического района, в зоне сухих степей и полупустынь. Климат резко континентальный — лето жаркое и очень сухое, зима малоснежная, иногда с большими холодами. Среднегодовая температура воздуха среднегодовая +8,5°С; абсолютный максимум температуры +42°С; абсолютный минимум температуры −33,3 °C. Среднегодовая скорость ветра составляет — 5,0 м/с. К числу неблагоприятных явлений, вызывающих суховеи и пыльные бури относятся ветры восточных и юго-восточных направлений.
Рельеф
В географическом отношении территория Кетченеровского района включает две геоморфологические части: Ергенинскую возвышенность и Прикаспийскую низменность. Ергенинская возвышенность занимает западную часть района и представляет собой волнистую равнину, изрезанную балками и оврагами. Прикаспийская низменность является в этой своей части Сарпинской низменностью, что дает возможность использовать в районе сенокосы лиманного орошения.
Почвы
В Кетченеровском районе наиболее распространены солонцы средние в комплексе со светло-каштановыми почвами. Каштановые почвы характерны для Ергенинской возвышенности. Солонцы распространены на территории района повсеместно и составляют около 32,0 % в структуре почвенного покрова. Растительный покров на солонцах представлен злаково-полынным, разнотравно-полынными или солянково-полынными группировками.
Гидрография
Гидрографическая сеть развита слабо и представлена цепочкой Сарпинских озёр, протянувшейся в восточной части района и многочисленными балками, прорезающими восточный склон Ергенинской возвышенности. На дне отдельных балок протекают небольшие речки и ручьи, теряющиеся на Прикаспийской низменности. Наиболее крупные из них: Элиста; Амта-Бургуста; Гашун-Бургуста; Кёк-Булук; Овата.
На территории Кетченеровского района разведано 6 месторождений подземных вод с суммарными запасами воды 67,24 тыс. м³/сутки, в основном с минерализацией до 1,5 г/дм3 (л).

## Население
Распределение населения района
 Кетченеры (37,75 %) Ергенинский (9,86 %) Кегульта (6,86 %) Алцынхута (8,63 %) Шатта (8,13 %) Чкаловский (7,39 %) Остальные (21,38 %)
| 1939    | 1959    | 1970    | 1979    | 1989    | 2000    | 2002    | 2008    | 2009    |
| ------- | ------- | ------- | ------- | ------- | ------- | ------- | ------- | ------- |
| 12 875  | ↘11 162 | ↗16 238 | ↘14 867 | ↗15 263 | ↘13 017 | ↘11 049 | ↘10 381 | ↘10 353 |
| 2010    | 2011    | 2012    | 2013    | 2014    | 2015    | 2016    | 2017    | 2018    |
| ↗10 622 | ↘10 591 | ↘10 170 | ↘9911   | ↘9825   | ↘9766   | ↘9740   | ↘9617   | ↘9580   |
| 2019    | 2020    | 2021    | 2024    |         |         |         |         |         |
| ↘9376   | ↘9111   | ↘8746   | ↘8588   |         |         |         |         |         |

Примечание. Сокращение населения в период 1970-79 гг. отчасти обусловлено передачей в 1977 году вновь образованному Октябрьскому району Калмыкии территории совхоза «Приозёрный»
Согласно прогнозу Минэкономразвития России, численность населения будет составлять:
- 2024 — 8,77 тыс. чел.
- 2035 — 7,21 тыс. чел.

### Национальный состав
| Калмыки                                         | 10 545 (81,9 %) | 9324 (87,8 %) |
| Русские                                         | 2214 (17,2 %)   | 875 (8,4 %)   |
| Чеченцы                                         | …               | 105 (1,0 %)   |
| Даргинцы                                        | …               | 101 (1,0 %)   |
| Казахи                                          | 19              | 69 (0,7 %)    |
| Показаны народы c численностью более 50 человек |                 |               |

По итогам переписи населения 2020 года проживали следующие национальности (национальности менее 0,1 % и другое см. в сноске к строке «Другие»):
| Национальность | Численность, чел. | Доля     |
| -------------- | ----------------- | -------- |
| Калмыки        | 8023              | 91,73 %  |
| Русские        | 497               | 5,68 %   |
| Чеченцы        | 60                | 0,69 %   |
| Казахи         | 60                | 0,69 %   |
| Даргинцы       | 28                | 0,32 %   |
| Корейцы        | 16                | 0,18 %   |
| Другие         | 62                | 0,71 %   |
| Итого          | 8746              | 100,00 % |

## Муниципально-территориальное устройство
В Кетченеровском районе 22 населённых пункта в составе 9 сельских поселений:
| № | Сельские поселения                                     | Административный центр | Количество населённых пунктов | Население | Площадь, км² |
| - | ------------------------------------------------------ | ---------------------- | ----------------------------- | --------- | ------------ |
| 1 | Алцынхутинское сельское муниципальное образование      | посёлок Алцынхута      | 3                             | ↘721      |              |
| 2 | Гашун-Бургустинское сельское муниципальное образование | посёлок Гашун-Бургуста | 1                             | →404      |              |
| 3 | Ергенинское сельское муниципальное образование         | посёлок Ергенинский    | 2                             | ↗865      |              |
| 4 | Кегультинское сельское муниципальное образование       | село Кегульта          | 1                             | ↘589      |              |
| 5 | Кетченеровское сельское муниципальное образование      | посёлок Кетченеры      | 3                             | ↘3544     |              |
| 6 | Сарпинское сельское муниципальное образование          | посёлок Сарпа          | 4                             | ↘521      |              |
| 7 | Тугтунское сельское муниципальное образование          | посёлок Тугтун         | 1                             | ↗473      |              |
| 8 | Чкаловское сельское муниципальное образование          | посёлок Чкаловский     | 4                             | ↗972      |              |
| 9 | Шаттинское сельское муниципальное образование          | посёлок Шатта          | 3                             | ↘657      |              |

| №  | Населённый пункт | Тип     | Население | Муниципальное образование                              |
| -- | ---------------- | ------- | --------- | ------------------------------------------------------ |
| 1  | Алтн Булг        | посёлок | ↗44       | Сарпинское сельское муниципальное образование          |
| 2  | Алцынхута        | посёлок | ↘741      | Алцынхутинское сельское муниципальное образование      |
| 3  | Байр             | посёлок | →52       | Шаттинское сельское муниципальное образование          |
| 4  | Бургсун          | посёлок | ↗60       | Кетченеровское сельское муниципальное образование      |
| 5  | Гашун-Бургуста   | посёлок | →404      | Гашун-Бургустинское сельское муниципальное образование |
| 6  | Годжур           | посёлок | ↘127      | Ергенинское сельское муниципальное образование         |
| 7  | Дашман           | посёлок | ↘55       | Чкаловское сельское муниципальное образование          |
| 8  | Ергенинский      | посёлок | ↘847      | Ергенинское сельское муниципальное образование         |
| 9  | Кегульта         | село    | ↘589      | Кегультинское сельское муниципальное образование       |
| 10 | Кетченеры        | посёлок | ↘3242     | Кетченеровское сельское муниципальное образование      |
| 11 | Низовый          | посёлок | ↘28       | Шаттинское сельское муниципальное образование          |
| 12 | Новый            | посёлок | ↗66       | Алцынхутинское сельское муниципальное образование      |
| 13 | Сараха           | посёлок | ↗84       | Чкаловское сельское муниципальное образование          |
| 14 | Сарпа            | посёлок | ↘518      | Сарпинское сельское муниципальное образование          |
| 15 | Тугтун           | посёлок | ↗473      | Тугтунское сельское муниципальное образование          |
| 16 | Цегрг            | посёлок | ↘33       | Алцынхутинское сельское муниципальное образование      |
| 17 | Чкаловский       | посёлок | ↘635      | Чкаловское сельское муниципальное образование          |
| 18 | Шатта            | посёлок | ↘698      | Шаттинское сельское муниципальное образование          |
| 19 | Шин-Мер          | посёлок | ↘304      | Кетченеровское сельское муниципальное образование      |
| 20 | Шорв             | посёлок | ↘120      | Сарпинское сельское муниципальное образование          |
| 21 | Шорвин Кец       | посёлок | ↘33       | Сарпинское сельское муниципальное образование          |
| 22 | Эвдык            | посёлок | ↗266      | Чкаловское сельское муниципальное образование          |

### Упразднённые населённые пункты
Ранее в Ергенинское сельское поселение входил упразднённый посёлок Тормта.

## Экономика

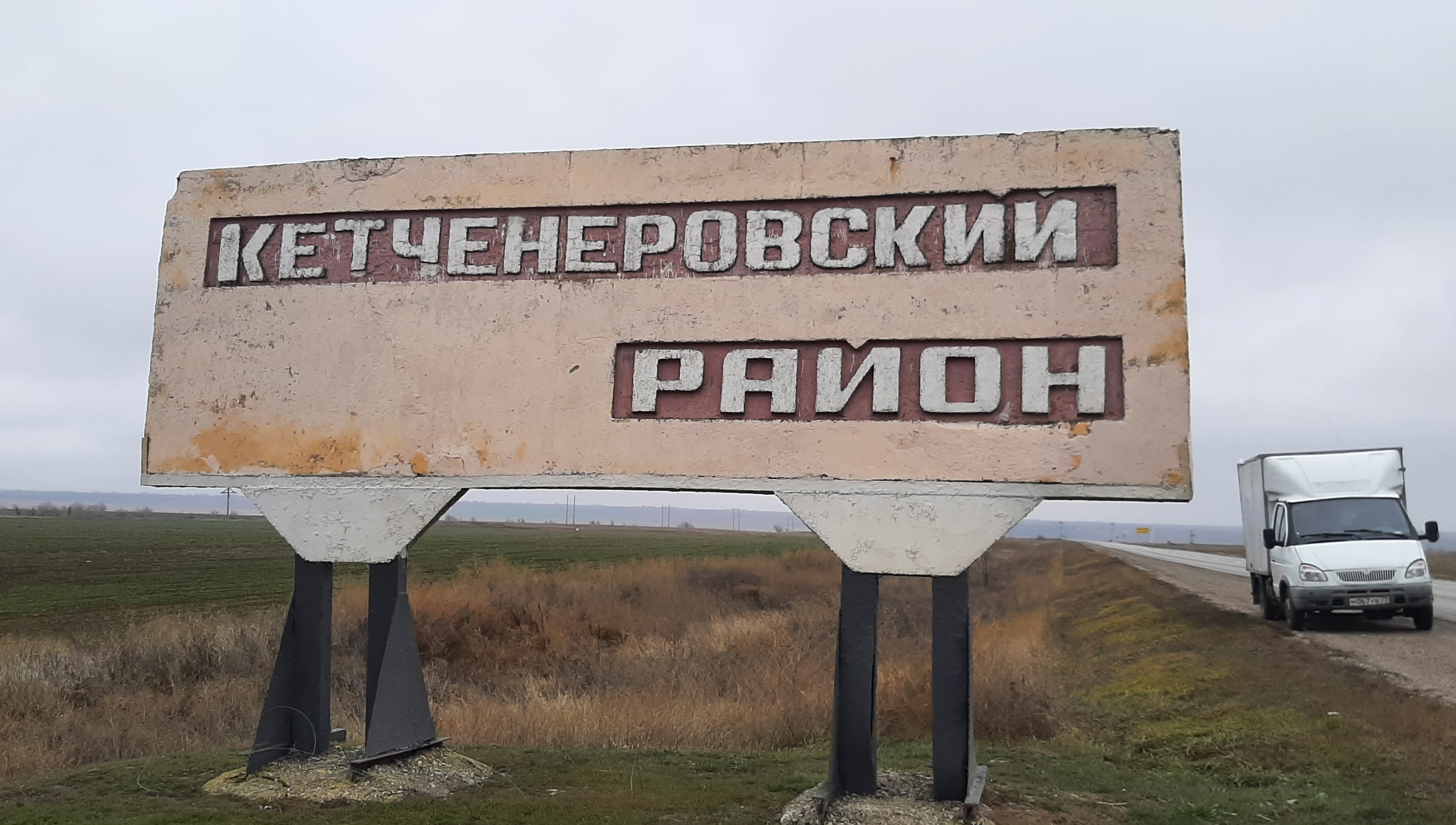
стела на трассе Р-22 «Каспий»

Основной отраслью экономики района является сельское хозяйство. Из 654,8 тыс. га площади района 627,5 тыс. гектаров составляют сельскохозяйственные угодья. Сельхозпредприятия Кетченеровского района специализируются на выращивании крупного рогатого скота калмыцкой породы и овец тонкорунной породы. Вспомогательной отраслью, обеспечивающей животноводство кормами, является растениеводство.
В хозяйствах всех форм собственности Кетченеровского района по официальным данным на 01.01.2012 года крупного рогатого скота числилось 71143 гол., овец и коз −181098 гол., свиней — 301 гол., лошадей −1607 гол. Доля обрабатываемой пашни в общей площади пашни составила 6,9 процентов.

## Носители языка
По мнению информантов, участвовавших в полевых исследованиях лингвистки Влады Барановой, калмыцкий язык лучше всего сохранился именно в Кетченеровском районе.

## Известные уроженцы района
- Араши Чапчаевич Чапчаев — Председатель ЦИК Автономной области калмыцкого народа (1921 — 29.4.1924). 1926—1928 годы работает советником Правительства СССР в Монголии. Работа Чапчаева была высоко оценена Советским государством. 19 сентября 1928 года Президиум ЦИК СССР наградил его орденом Красного Знамени.
- Баатр Манджиевич Басанов — Герой Советского Союза
- Степан Михайлович Крынин — Герой Советского Союза
- Михаил Арыкович Сельгиков — Герой Советского Союза
- Гарри Олегович Рокчинский — Народный художник России, Заслуженный деятель искусств Калмыцкой АССР (1967), лауреат государственной премии им. О. И. Городовикова (1970), Заслуженный художник РСФСР (1974)
- Борис Дорджиевич Очиров — Герой Социалистического труда.
- Гаря Гакович Менкенов — Участник Великой Отечественной войны (1941—1945); Герой Социалистического Труда